# Тхао

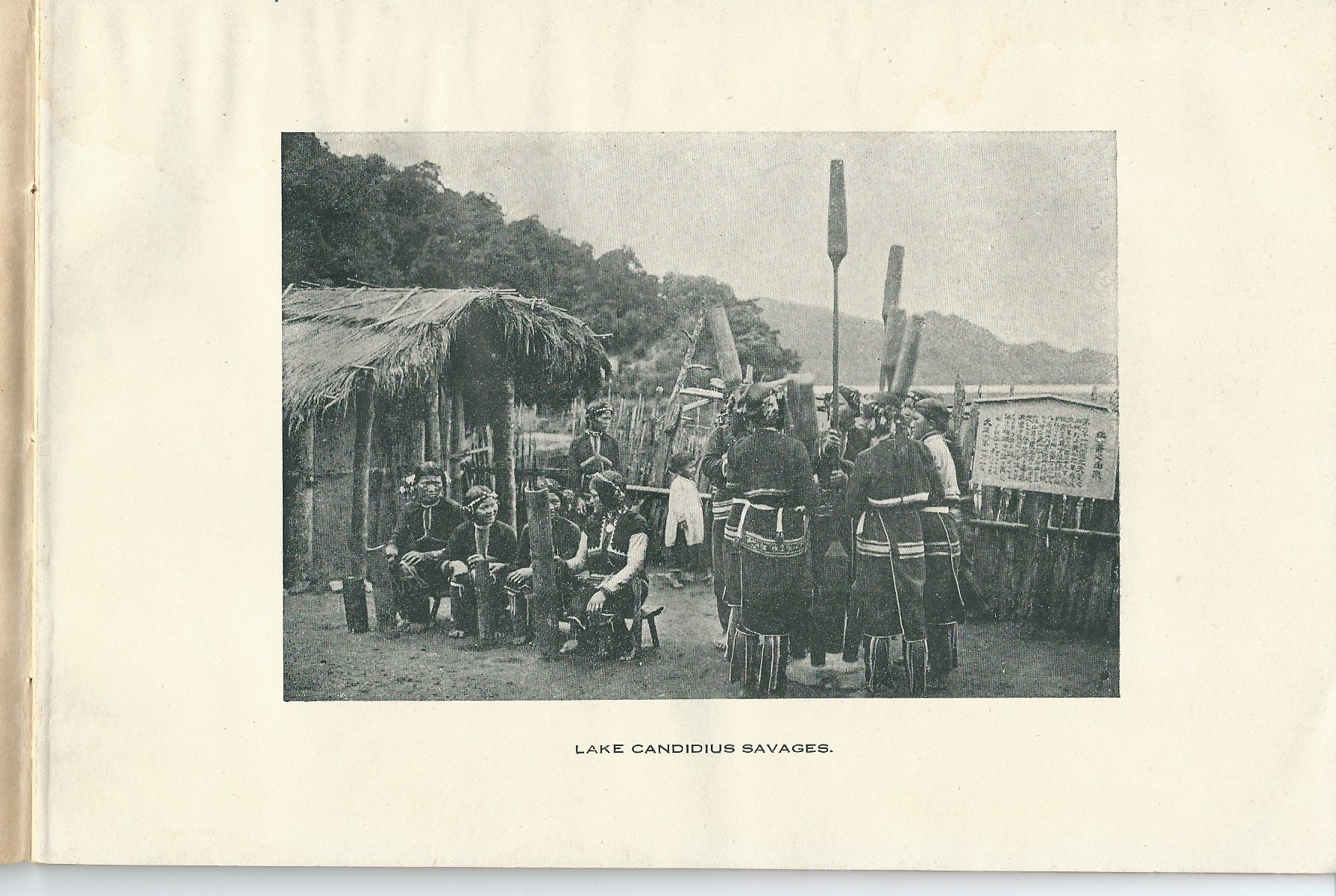
Тао біля озера Сан Мун, фото з брошури уряду Формози 1926 року

Тхао/Нґан (кит.: 邵族; піньїнь: Shào zú) — невелика група тайванських корінних народів, які проживали біля озера Сонця-Місяць (озеро Кандідіус) у центральній частині Тайваню протягом принаймні століття, імовірно, з часів династії Цін. Населення Тхао/Нган налічувало близько 800 осіб, що робить їх одним із найменших серед усіх визнаних корінних народів Тайваню (кілька корінних народів, як менших, так і більших за чисельність населення, залишаються невизнаними урядом Тайваню).
Незважаючи на невеликий розмір групи, Тхао/Нган досі зберегли свої звичаї, вірування, традиційну культуру та мову, хоча вони також були асимільовані в основну культуру. Більшість представників цієї етнічної групи працюють у туристичній індустрії на озері Сан Мун. Землетрус Чі-Чі 1999 року пошкодив або знищив 80 % будинків Тхао/Нган.

## Мова
Народ Тхао/Нган має свою власну тхаоську мову, яка майже вимерла, і нею розмовляють лише деякі, переважно старші, з (і без того невеликого) етнічного населення тхао. Мова була китаїзована. Більшість людей, які розмовляють тхао, є двомовними або тримовними, а також можуть розмовляти китайською та/або тайванською мовами. Тхаоська мова класифікується як мова Північної Формози, яка є географічною підгрупою значно більшої австронезійської мовної сім'ї. У мові тао є запозичення з бунунської мови, якою розмовляє етнічна група бунун, з якою тхао/нгани співпрацювали, а також одружувалися.

## Історія
За усною історією Тхао, їх народ спочатку жив у Цзяї, пізніше переїхав до хребта Алішань, перш ніж зрештою оселитися навколо озера Сан-Мун, а також острова Лалу посередині озера. За легендою, вони побачили оленя і хотіли його з'їсти, тому вони переслідували його, поки не прибули на берег озера Сонце-Місяць. Потім олень втік у воду, залишивши тхао самих. Вони могли тільки чекати. Тоді люди тао спали на озері Сонце-Місяць. Комусь зі старійшин приснилася фея в білому плащі. Він сказав їм: «Я той олень, який привів вас сюди. Це місце ваша обітована земля. Будь ласка, не залишайте, бо прийдуть покоління».

## Офіційне визнання
15 серпня 2001 року виконавчий юань (рада) Тайваню офіційно визнав тхао/нганів десятою етнічною групою серед корінних народів Тайваню. Від часів японської окупації тхао помилково вважали «цоу» (окрема й інша етнічна група аборигенів). Помилка була спричинена як неправильним розумінням легенди про те, що «предки тхао були з гори Алішань (гора А Лі)», так і подібною вимовою «Тхао/Нган» і «Цоу». Таким чином, територія тхао/нганів була зареєстрована як «цу з рівнин гір» за дев'ятьма етнічними групами корінних народів Тайваню.

## Подальше читання
- Blust, Robert (2003). Thao Dictionary (PDF) (англ.). Taipei: Institute of Linguistics (Preparatory Office), Academia Sinica. ISBN 957-01-4785-7.